# Vernéřov (Aš)

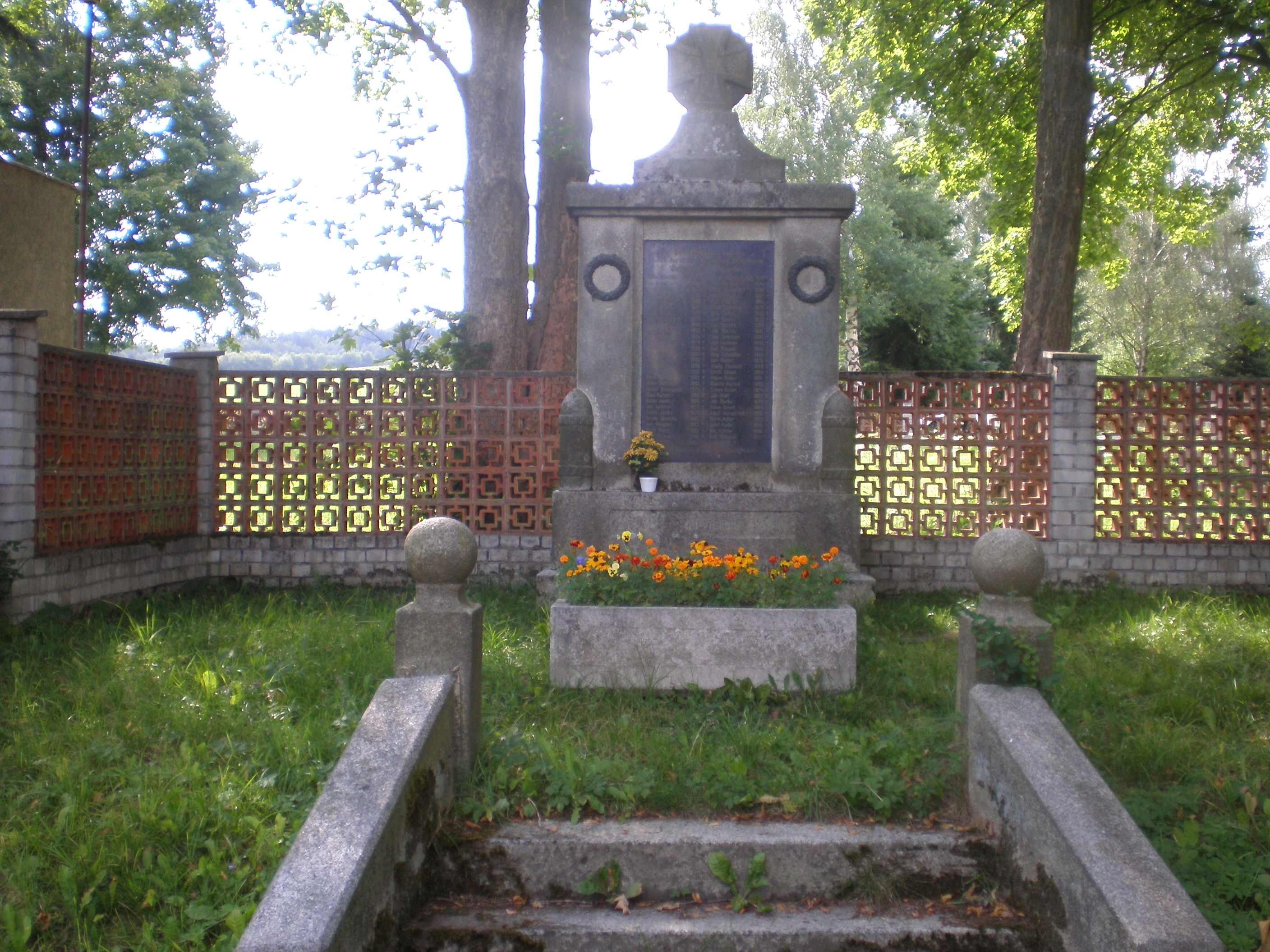
Az I. világháború hősi halottainak emlékműve

Vernéřov (németül Wernersreuth) Aš településrésze Csehországban a Karlovy Vary-i kerület Chebi járásában. Korábban önálló község.

## Fekvése
Az Aši-kiszögellés keleti részén, Aš-tól 4 km-re keletre fekszik.

## Története
Német telepesek alapították. A 15. században a Zedtwitz-család birtokába került. Ónlelőhelyének feltárását követően 1490-ben II. Ulászló a Zedtwitz-családnak bányászati jogot adományozott. Bányája a 18. század kezdetéig működött, ma védett technikai műemlék. A 19. század végén a községnek megközelítőleg 1000 lakosa volt. Lakosságának nagymértékű csökkenése 1946-ban, német nemzetiségű lakosságának kitelepítése által következett be, lakosainak száma megközelítőleg 100-ra csökkent.

## Lakossága
| Év            | 1850 | 1930 | 1947 | 1961 | 1970 | 2001 |
| ------------- | ---- | ---- | ---- | ---- | ---- | ---- |
| Lakosok száma | 1065 | 1151 | 336  | 186  | 141  | 106  |

## Nevezetességek
- Az első világháború hősi halottainak emlékműve.
- Temetőjét az 1990-es években állították helyre. Az akkor még fellelhető, előkerült régi sírköveit visszahelyezték.
- Péter-forrás (csehül Petrova studánka). A forrást 1912-ben Gustav Geipel aschi polgár építtette ki. 1994-ben újították fel.
- A helyi iskola hagymakupolás tornya.
- Vernéřovi-ónbánya. A létesítmény ma védett technikai műemlék.

## Képtár

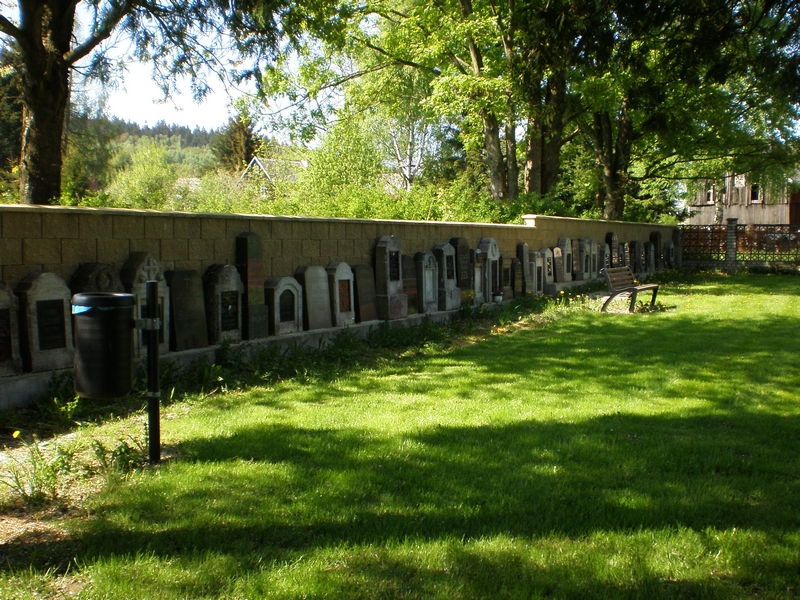
A helyreállított temető

## Fordítás
- Ez a szócikk részben vagy egészben a Vernéřov (Aš) című cseh Wikipédia-szócikk ezen változatának fordításán alapul.  Az eredeti cikk szerkesztőit annak laptörténete sorolja fel. Ez a jelzés csupán a megfogalmazás eredetét és a szerzői jogokat jelzi, nem szolgál a cikkben szereplő információk forrásmegjelöléseként.